# Geothamnus batangensis
 Geothamnus batangensis   G.L.Nesom, 2020 è una specie di piante angiosperme dicotiledoni della famiglia delle Asteraceae, sottofamiglia Asteroideae, tribù Astereae (Aster lineage) e sottotribù Asterinae.  Geothamnus batangensis  è anche l'unica specie del genere  Geothamnus  G.L.Nesom, 2020.

## Etimologia
Il nome generico (Geothamnus) deriva dalle parole greche "geō (γῆ)" (terra) e "thamnos (θάμνος)" (cespuglio), e fa riferimento al portamento basso e cespuglioso di questa pianta. L'epiteto specifico ("batangensis") si riferisce alla località in cui è stata scoperta la pianta (Batang) una città della provincia di Batangas nelle Filippine ("-ensis" = suffisso latino che indica provenienza).
Il nome scientifico della specie è stato definito dal botanico Guy L. Nesom (1945-) nella pubblicazione " Phytoneuron. Digital Publications in Plant Biology" (Phytoneuron 2020-64: 1) del 2020. Il nome scientifico del genere è stato definito nella stessa pubblicazione.

## Descrizione
Portamento. La specie di questa voce ha un habitus di tipo erbaceo perenne cespitoso (subarbusti bassi) e aromatico.
Fusto. La parte aerea in genere è ascendente, bassa e ramosa. I fusti sono ghiandolari punteggiati (tipitato-ghiandolari e strigoso-irsuti). La parte sotterranea consiste in una radice a fittone legnosa e da un fusto sotterraneo e ramificato. Altezza media: 3 - 15 cm.
Foglie. Le foglie in genere sono disposte in modo alternato, picciolate o sessili (quelle cauline). Si distinguono in basali (possono formare una rosetta basale) e in cauline (in genere di minori dimensioni). La lamina è semplice con forme da obovata a oblanceolata (più lanceolate quelle cauline) e margini interi; la base è attenuata e l'apice è arrotondato, a volte mucronato. Sulla superficie possono essere presenti dei punti ghiandolari. Dimensione delle foglie basali: 0,2 - 6 x 0,1 - 0,9 cm. Dimensione delle foglie cauline: 0,9 - 3,5 x 0,2 - 0,4 cm.
Infiorescenza. Le sinflorescenze in genere sono scapose (capolini solitari). Le infiorescenze vere e proprie sono composte da un capolino terminale peduncolato di tipo radiato con fiori eterogami. I capolini sono formati da un involucro, con forme più o meno campanulate, composto da diverse brattee, al cui interno un ricettacolo fa da base ai fiori di due tipi: fiori del raggio e fiori del disco. Le brattee, lineari, erbacee e uniformemente sottili di uguale lunghezza, sono disposte in modo più o meno embricato su 2 - 3 serie. Il ricettacolo in genere è nudo ossia senza pagliette a protezione della base dei fiori; la forma è piatta o da convessa a conica. Diametro del capolino: 3 - 4,5 cm. Larghezza dell'involucro: 10 - 15 mm.
Fiori.  I fiori sono tetra-ciclici (formati cioè da 4 verticilli: calice – corolla – androceo – gineceo) e pentameri (calice e corolla formati da 5 elementi). Si distinguono in:
- fiori del raggio (esterni) da 12 a 26 per capolino: sono femminili e sono disposti su una sola serie; la forma è lungamente ligulata terminante con alcuni denti; lunghezza delle ligule: 12 - 22 mm;
- fiori del disco (centrali): sono più numerosi con forme tubulose (imbuto stretto) terminanti con dei lobi dentato-triangolari; sono ermafroditi (raramente sono funzionalmente maschili).

- Formula fiorale:

*/x K {\displaystyle \infty }, [C (5), A (5)], G 2 (infero), achenio
- Calice: i sepali del calice sono ridotti ad una coroncina di squame.

- Corolla: la forma della corolla è più o meno imbutiforme alla base; mentre all'apice può essere zigomorfa (fiori del raggio) oppure attinomorfa (fiori del disco). I colori della corolla sono giallo, violaceo, e lavanda.

- Androceo: l'androceo è formato da 5 stami sorretti da filamenti generalmente liberi; gli stami sono connati e formano un manicotto circondante lo stilo; le teche (produttrici del polline) alla base sono troncate e sono lievemente auricolate (molto raramente sono speronate o hanno una coda); le appendici apicali delle antere hanno delle forme piatte e lanceolate; il tessuto endoteciale (rivestimento interno dell'antera) è quasi sempre polarizzato (con due superfici distinte: una verso l'esterno e una verso l'interno). Il polline è sferico con un diametro medio di circa 25 micron;  è tricolporato (con tre aperture sia di tipo a fessura che tipo isodiametrica o poro) ed è echinato (con punte sporgenti).[10][14]

- Gineceo: l'ovario è infero uniloculare formato da 2 carpelli.[6] Lo stilo (il recettore del polline) è profondamente bifido (con due stigmi divergenti) e con le linee stigmatiche marginali separate.[15] I due bracci dello stilo hanno una forma da lanceolata a deltoide e possono essere papillosi o ricoperti da ciuffi di peli. Lo stilo dei fiori del raggio è supinato.

Frutti. I frutti sono degli acheni con pappo; in alcune specie è presente un certo dimorfismo (gli acheni dei fiori del raggio differiscono dagli acheni dei fiori del disco);
- achenio: gli acheni, con forme obovoidi, sono lateralmente compressi con due nervature laterali; la superficie normalmente è cosparsa da setole, qualche volta ghiandolose; la parete dell'achenio è formata da celle contenenti rafidi ma prive di fitomelanina; il carpoforo normalmente è anulare; le setole con punte a forma di ancora non sono presenti; lunghezza degli acheni: 3,5 - 5 mm;
- pappo: il pappo è formato da 4 serie di setole barbate a punta clavata; le setole sono persistenti; esternamente alle serie di setole può essere presente una coroncina di scaglie; lunghezza delle setole: 5 - 5,5 mm.[10]

## Biologia
Impollinazione: tramite insetti (impollinazione entomogama tramite farfalle diurne e notturne).

Riproduzione: la fecondazione avviene fondamentalmente tramite l'impollinazione dei fiori.

Dispersione: i semi cadono a terra e vengono dispersi soprattutto da insetti come formiche (disseminazione mirmecoria). Un altro tipo di dispersione è zoocoria: gli uncini delle brattee dell'involucro (se presenti) si agganciano ai peli degli animali di passaggio che portano così i semi anche su lunghe distanze. Inoltre per merito del pappo il vento può trasportare i semi anche per alcuni chilometri (disseminazione anemocora).

## Distribuzione e habitat
La specie di questa voce è distribuita in Tibet e in Cina. L'habitat preferito per questa pianta sono i margini dei boschi e delle macchie, le schiarite boschive di querce e abeti rossi, ma anche i prati (pascoli con ginepro), le ghiaie, i pendii pietrosi o ghiaiosi, talvolta anche le pareti rocciose e cenge, infine Geothamnus batangensis  frequenta anche le sponde dei corsi d'acqua e dei ruscelli. Si trova alle seguenti quote: da 2.500 a 4.600 metri sopra il livello del mare.

## Sistematica
La famiglia di appartenenza di questa voce (Asteraceae o Compositae, nomen conservandum) probabilmente originaria del Sud America, è la più numerosa del mondo vegetale, comprende oltre 23.000 specie distribuite su 1.535 generi, oppure 22.750 specie e 1.530 generi secondo altre fonti (una delle checklist più aggiornata elenca fino a 1.679 generi). La famiglia attualmente (2021) è divisa in 16 sottofamiglie; la sottofamiglia Asteroideae è una di queste e rappresenta l'evoluzione più recente di tutta la famiglia.

### Filogenesi
Il genere della specie di questa voce è descritto nella sottotribù Asterinae, una delle quasi 40 sottotribù della tribù Astereae. In base alle ultime ricerche nella tribù sono stati individuati (provvisoriamente) 5 principali lignaggi:
- Basal grade: include alcuni generi isolati, il gruppo "South American-Oceania",  alcune sottotribù africane e il gruppo dei generi legnosi del Madagascar.
- Bellis lineage: comprende le sottotribù eurasiatiche e una sottotribù africana.
- Aster lineage: include i generi asiatici di Asterinae e i principali gruppi dell'Australia e dell'Oceania.
- Baccharis lineage: include alcuni gruppi sudamericani.
- North American lineage: include la vasta gamma di sottotribù del Nordamerica, Messico e alcuni gruppi distribuiti nel Sudamerica.

Il genere  Geothamnus (insieme alla sottotribù Asterinae) è incluso nel Aster lineage i cui caratteri principali sono: la base delle antere sono prive di code e non sono calcarate (speronate); le linee stigmatiche dei bracci dello stilo sono totalmente separate; i due bracci dello stilo hanno una forma breve o allungata da lanceolata a deltoide e possono essere papillosi o ricoperti da ciuffi di peli (all'esterno, mentre all'interno sono glabri). La distribuzione della maggior parte delle specie di questo gruppo è nelle regioni temperate nord e sud.
La sottotribù Asterinae comprende una trentina di generi suddivisi in 4 rami principali:Psychrogeton - Hersileoides - Asterothamnus - Aster. Il genere di questa voce è incluso nel ramo denominato "Psychrogeton branch" e sottogruppo denominato "Batangensis group" di cui il genere di questa voce è l'unico componente. I dati molecolari-filogenetici e la morfologia indicano che la specie  Geothamnus batangensis  (ex. Aster batangensis Bureau & Franch.) del sud-est asiatico è fuori dai confini tassonomici definiti attualmente per il genere Aster sensu stricto. Tuttavia non tutte le checklist si sono aggiornate e mantengono la specie di questa voce come sinonimo della specie Aster batangensis Bureau & Franch..
I caratteri distintivi della specie  Geothamnus batangensis  sono:
- il portamento è basso e cespitoso;
- i fusti sono ghiandolari e le superfici fogliari sono punteggiate;
- le brattee involucrali sono relativamente poche;
- gli acheni sono spessi e costoluti con pappo multiseriato di setole a punta clavata.